# Lamprogaster relucens
Lamprogaster relucens är en tvåvingeart som beskrevs av Mcalpine 1973. Lamprogaster relucens ingår i släktet Lamprogaster och familjen bredmunsflugor. Inga underarter finns listade i Catalogue of Life.